# Közúti vasút (Kolozsvár)

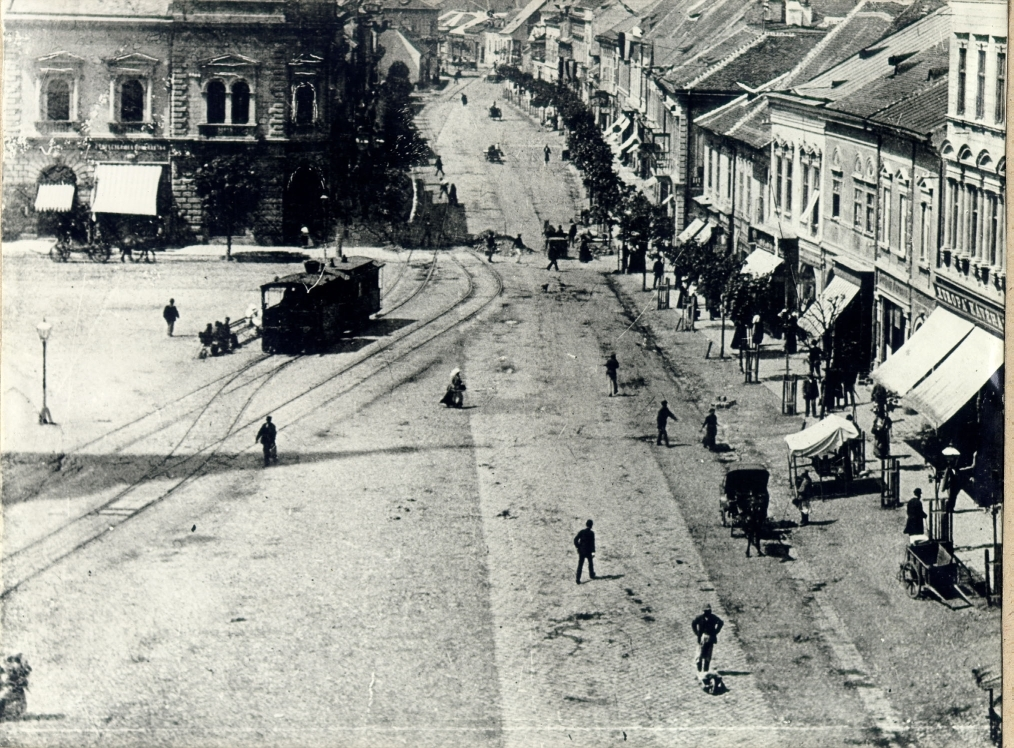
Közlekedés a Főtéren, 1902

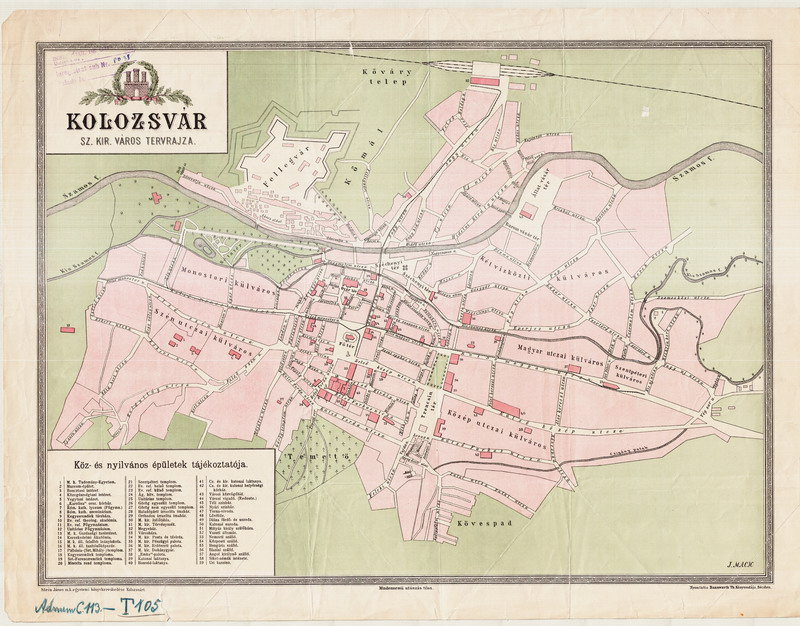
Kolozsvár térképe 1895-ből a közúti vasút útvonalaival

A kolozsvári közúti vasút, Horovitz Sámuel vállalkozásaként, a város tömegközlekedését hivatott megoldani a 19. század végén. Elsődleges feladata a város központjától távol eső, a Nádas-völgyben található vasútállomás és a belváros közötti kapcsolat megteremtése volt. 1889-ben kezdték el tervezni, amikor megépült az új Szamos-híd a Nagy utca (ma Horea) és a belváros között. Építését 1892. májusában kezdték el. A forgalom 1893-ban indult meg rajta.
A városi vasútnak három vonala volt, ezek a Fő téren, a Szent Mihály-templom északi oldalán találkoztak. Az első vonal a Fő térről a Nagy utcán át a vasútállomásig vezetett. A második vonal a Fő teret kötötte össze a monostori sörgyárral. A Nép (később Bem, ma George Coșbuc) utcába betérő ága a Sétatér fősétányának végéig vezetett. A harmadik vonal a Fő tértől a Magyar utcán át a szentpéteri templom mögötti Liliom utcáig vezetett. A Fő tér keleti oldalán egy rövid leágazás a tér délkeleti, Belső-Közép utcai sarkáig vezetett. 
Vonalainak hossza összesen 7,7 km volt. 1894-ben 432 624 személyt szállított. A személyforgalmat menetrend szerinti járatok bonyolították le nyáron reggel 6-tól este 9.30-ig (vásár- és ünnepnapokon 10.30-ig)‚ télen 6.55-től este 8.55-ig. Minden félórában volt járat a Fő térről a három fő irányba. Naponta átlag 146 járatot indítottak. A vonalakon teherszállítást is végeztek.
A mozdonyok csengettyűvel és nem füttyel jeleztek‚ maximális sebességük nem haladhatta meg az óránkénti 25 km-t‚ s nappal legfeljebb hat – később csak két – vagont lehetett hozzájuk kapcsolni.
A kolozsváriak tréfásan ájvájnak nevezték. Ennek két magyarázata létezik. Az első szerint az angol tramway után nevezték így, míg a másik vélemény szerint az általa gyakran okozott balesetek miatt. Az első balesetet 1894. július 30-án jegyezték fel. Elsősorban a városba érkező falusiak panaszkodtak a vasútra, mert rendszerint megijesztette lovaikat. 
1898–1899-ben felvetődött a vonal villamosításának ötlete is, de a terv nem valósult meg, mivel a városi tanács csak alsó vezetéket engedélyezett, ami viszont nagyon költséges volt. 1902-ben határoztak a közúti vasút felszámolásáról. Utolsó szállítmánya augusztus közepén épp a Mátyás-szobor volt. Augusztus 22-én elrendelték a Fő tér és vasútállomás közötti sínek felszedését. A másik két irányban a sínek még évtizedekig jelezték a kisvasút nyomát.